# Cohors I Augusta Ituraeorum

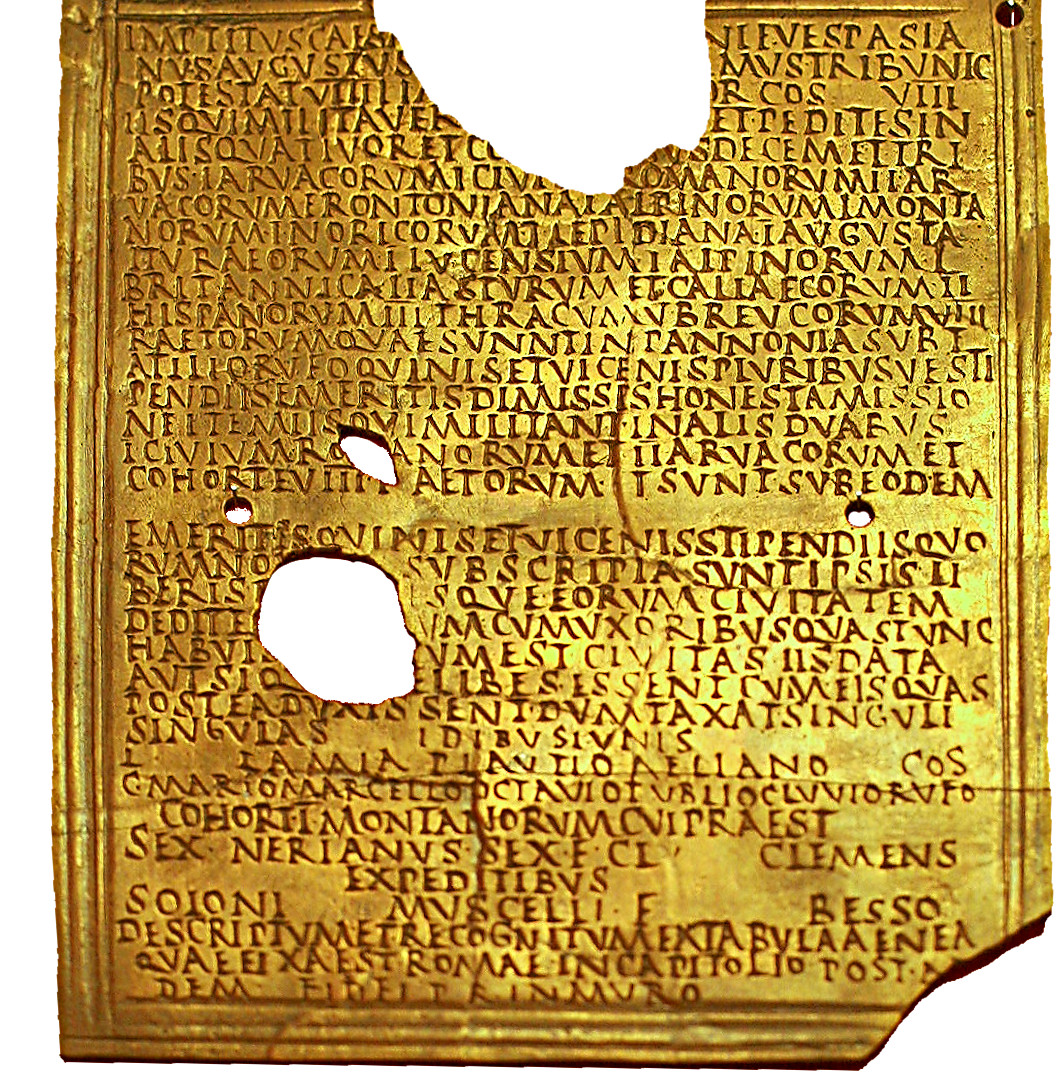
Das Militärdiplom vom 13. Juni 80 n. Chr.

Die Cohors I Augusta Ituraeorum [sagittariorum oder sagittaria] (deutsch 1. augusteische Kohorte aus Ituräa [der Bogenschützen]) war eine römische Auxiliareinheit. Sie ist durch Militärdiplome und Inschriften belegt.

## Namensbestandteile
- Augusta: die Augusteische. Die Ehrenbezeichnung bezieht sich auf Augustus; die Einheit wurde entweder während der Regierungszeit von Augustus aufgestellt oder der Titel wurde später honoris causa verliehen.[1]

- Ituraeorum: aus Ituräa. Die Soldaten der Kohorte wurden bei Aufstellung der Einheit auf dem Gebiet von Ituräa rekrutiert.

- sagittariorum oder sagittaria: der Bogenschützen. Der Zusatz kommt in den Militärdiplomen von 110 bis 136/138 vor.

Da es keine Hinweise auf die Namenszusätze milliaria (1000 Mann) und equitata (teilberitten) gibt, ist davon auszugehen, dass es sich um eine reine Infanterie-Kohorte, eine Cohors (quingenaria) peditata, handelt. Die Sollstärke der Einheit lag bei 480 Mann, bestehend aus 6 Centurien mit jeweils 80 Mann.

## Geschichte
Die Kohorte war in den Provinzen Syria, Pannonia und Dacia (in dieser Reihenfolge) stationiert. Sie ist auf Militärdiplomen für die Jahre 80 bis 179 n. Chr. aufgeführt.
Die Kohorte war vermutlich zunächst in der Provinz Syria stationiert und wurde wohl während der Regierungszeit von Vespasian (69–79) an die Donaugrenze verlegt. Der erste Nachweis der Einheit in der Provinz Pannonia beruht auf einem Diplom, das auf 80 datiert ist. In dem Diplom wird die Kohorte als Teil der Truppen (siehe Römische Streitkräfte in Pannonia) aufgeführt, die in der Provinz stationiert waren. Weitere Diplome, die auf 98 bis 102 datiert sind, belegen die Einheit in derselben Provinz.
Die Einheit nahm dann am zweiten Dakerkrieg Trajans teil und verblieb danach in der neuen Provinz. Der erste Nachweis der Einheit in Dacia beruht auf einem Diplom, das auf 109 datiert ist. In dem Diplom wird die Kohorte als Teil der Truppen (siehe Römische Streitkräfte in Dacia) aufgeführt, die in der Provinz stationiert waren. Weitere Diplome, die auf 110 bis 179 datiert sind, belegen die Einheit in derselben Provinz (bzw. ab 124 in Dacia Superior).

## Standorte
Standorte der Kohorte in Pannonia waren möglicherweise:
- Ad Statuas
- Solva (Esztergom): Die Grabsteine von Crescens und Soranus wurden in Esztergom gefunden.

Standorte der Kohorte in Dacia waren möglicherweise:
- Buciumi
- Porolissum (Moigrad)
- Călugăreni[6]

Bei Buciumi und Moigrad wurden Ziegel mit verschiedenen Stempeln (u. a. COH I AUG) gefunden. Die Zuordnung der Stempel zur Cohors I Augusta Ituraeorum ist jedoch umstritten.

## Angehörige der Kohorte
Folgende Angehörige der Kohorte sind bekannt.

### Kommandeure
| - [] [Ge]mellus, ein Präfekt (um 125/175) (IDR 3, 348) - Lucius Callidius Camidienus: er wird auf dem Diplom von 98 als Kommandeur genannt. | - Titus Statilius Taurus, ein Präfekt (CIL 13, 6817) |

### Sonstige
| - Crescens, ein Soldat (AE 1997, 1260) - [G]ermanus, ein Centurio (AE 1993, 1291) | - P(ublius) Insteius, ein Fußsoldat: das Diplom von 98 wurde für ihn ausgestellt. - Soranus, ein Soldat (AE 1993, 1291) |

## Weitere Kohorten mit der BezeichnungCohors I Ituraeorum
Es gab noch 3 weitere Kohorten mit der Bezeichnung Cohors I Ituraeorum:
- Cohors I Ituraeorum (Mauretania Tingitana): Sie ist durch Militärdiplome von 104 bis 162/203 belegt und war in der Provinz Mauretania Tingitana stationiert.
- Cohors I Ituraeorum (Syria): Sie ist durch Diplome von 88 bis 110 belegt und war in den Provinzen Syria und Dacia stationiert.
- Cohors I Ituraeorum (Thracia): Sie ist durch Diplome von 88 bis 101 belegt und war in den Provinzen Germania, Moesia, Thracia und Cappadocia stationiert.